# Аш-Шабаб (Багдад)
«Аш-Шабаб» (араб. نادي الجيش الرياضي) — іракський футбольний клуб з міста Багдад, заснований 1951 року. 

## Історія
Футбольний клуб «Аш-Шабаб» заснований 1951 року. Найбільшого розквіту клуб досягнув у 1980-ті роки, коли тричі доходив до фіналу Кубка Іраку, втім жодного разу стати володарем національного кубка так і не зміг. Також клуб зайняв третє місце на Кубку арабських чемпіонів у 1988 році.

## Досягнення
- Фіналіст Кубка Іраку (3): 1983, 1984, 1990

## Відомі гравці
- Басіл Горгіс
- Харіс Мохаммед
- Шакер Махмуд
- Ганім Ораїбі
- Ісмаїл Мохаммед Шаріф